# Carlo Chiti
Carlo Chiti (1924 - 1994) a fost un pilot de curse auto și constructor de motoare care a lucrat și pentru Scuderia Ferrari, iar mai apoi a fondat echipa ATS.